# 趙雅麗
趙雅麗（1951年10月17日—2024年5月21日），曾任淡江大學教授、文學院院長。2011年4月24日，公視董事會通過趙雅麗5月1日出任公視及華視董事長。2012年1月19日，華視召開之第二十屆第十六次董事會議，通過由趙雅麗董事長兼任總經理，自2012年1月21日起生效。

## 專長
意義經濟、文化創意產業、大眾傳播、語言與傳播、跨符號研究、人際溝通訓練、視聽障傳播與溝通。